# 野内
野内（のない）は、青森県青森市の大字である。もとは、青森県東津軽郡野内村の大字。

## 地理
青森平野の北東のはずれの海岸沿いから、その東・南東にある山地に続く地域。元々、農漁村であるが、住宅地も見られる。
集落は、地域の西部、野内川と貴船川の間の、青森県道259号久栗坂造道線沿いを中心に広がっている。
南西部の青森県道123号清水川滝沢野内線沿いに運送会社の営業所がある。
東部は、久栗坂と並んで石切場がみられる。
また、中部から東部にかけての海岸部には、石油やLPGのタンクが見られ、各地に石油製品を輸送する拠点となっている。
小字に菊川・山王林・小笹・浦島・大林・鈴森がある。

### 河川
- 野内川 - 野内の西端、原別との境を流れる。
- 貴船川 - 集落の北側を流れる。

## 歴史
地名の由来はアイヌ語の「ノプ・ナイ」、「野原の沢」に由来するものとみられる。
藩政時代には弘前藩が野内番所を設置し、通行人の検問を行っていた。
明治期から昭和40年代にかけては、石材のほか、石油等鉱産資源の集散地でもあった。詳細は野内駅も参照のこと。

### 年表
- 1889年（明治22年） - 村制が施行され、野内村の大字となる。
- 1906年（明治38年） - 英国のサミュエル商会が石油タンク4基を字 菊川（旧野内駅北側の海岸付近）に設置。北日本等各地への輸送の拠点とした[4]。
- 1948年（昭和23年）4月24日 - 東北本線野内川鉄橋上で23両編成の貨物列車が脱線。機関車と貨車20両が川に転落して乗員2人死亡、1人重傷[5]。
- 1962年（昭和37年） - 青森市の大字となる。

## 世帯数と人口
2022年（令和4年）9月1日現在の世帯数と人口は以下の通りである。
| 町丁             | 世帯数  | 人口    |
| ---------------- | ------- | ------- |
| 大字野内字菊川   | 602世帯 | 1,214人 |
| 大字野内字鈴森   | 46世帯  | 87人    |
| 大字野内字浦島   | 38世帯  | 68人    |
| 大字野内字山王林 | 4世帯   | 7人     |
| 大字野内字大林   | 1世帯   | 3人     |
| 計               | 691世帯 | 1,379人 |

## 小・中学校の学区
市立小・中学校に通う場合、学区は以下の通りとなる。
| 番地 | 小学校             | 中学校           |
| ---- | ------------------ | ---------------- |
| 全域 | 青森市立野内小学校 | 青森市立東中学校 |

## 交通

### 鉄道
- 青い森鉄道線野内駅 - 地域の西端付近にある。かつては、地域の中部の野内字浦島の石油タンク付近にあったが、2011年（平成23）年3月、現在地に移転した。

### バス
- 青森市営バス東部営業所 - 市内各方面への路線が発着する。野内駅に近い場所にある。
- 青森市市民バス - 矢田・滝沢線

### 道路
- 青森県道259号久栗坂造道線
- 青森県道123号清水川滝沢野内線

## 施設
- 野内漁港
- 青森市立野内小学校